# Xã Oakland, Quận Clay, Kansas
Xã Oakland (tiếng Anh: Oakland Township) là một xã thuộc quận Clay, tiểu bang Kansas, Hoa Kỳ. Năm 2010, dân số của xã này là 95 người.